# Поліксена

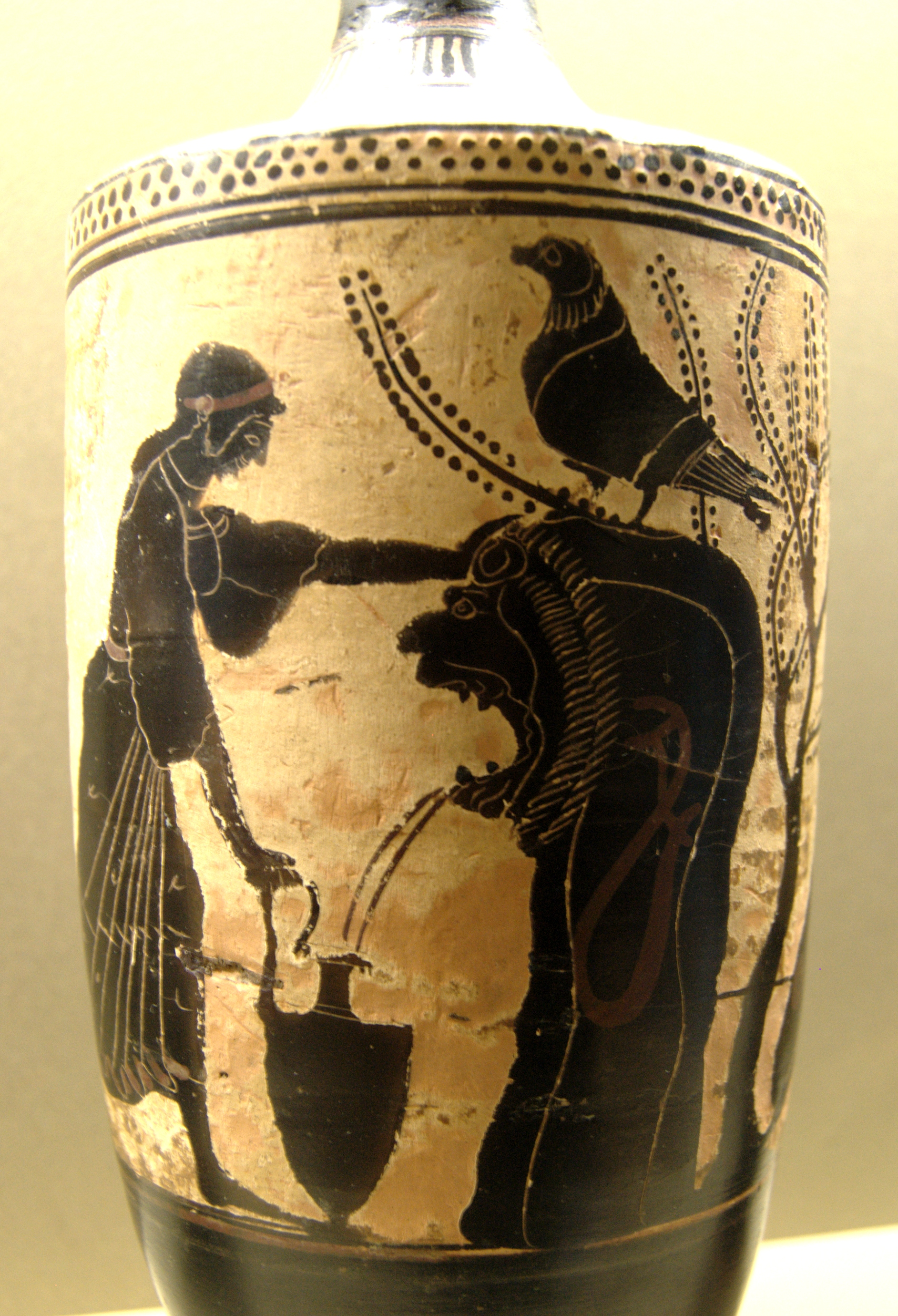
Поліксена біля фонтану дивиться на Ахіллеса у вигляді птаха. Давньогрецький лекіф, близько 480 року до н. е. (Південна Італія).

Поліксе́на (грец. Πολυξένη) — дочка Пріама й Гекаби.
За післягомерівським переказом, Ахіллес, бажаючи зустрітися з Поліксеною (варіант: узяти шлюб з нею), увійшов до храму Аполлона, де його вбив Паріс. Після здобуття Трої ахейці перевезли Поліксену на європейський берег Геллеспонту. Тут з'явилася тінь Ахіллеса з наказом принести Поліксену йому в жертву. Жертвопринесення виконав Неоптолем. Міф опрацьовано в трагедії Евріпіда «Гекаба».